# Ulcinium
Ulcinium (łac. Diocesis Ulciniensis) – stolica historycznej diecezji w Dalmacji Superiore istniejącej do XVI wieku. Sufragania również historycznej archidiecezji Doclea, współcześnie miejscowość Ulcinj w Czarnogórze. Obecnie katolickie biskupstwo tytularne. 

## Biskupi tytularni
| Lp. | Biskup                      | Funkcja                                    | Od                   | Do                |
| --- | --------------------------- | ------------------------------------------ | -------------------- | ----------------- |
| 1   | Simon Konrad Landersdorfer  | emerytowany biskup Passawy (Niemcy)        | 27 października 1968 | 30 listopada 1970 |
| 2   | José Gonçalves da Costa     | arcybiskup koadiutor Niterói (Brazylia)    | 19 sierpnia 1975     | 19 kwietnia 1979  |
| 3   | William Keeler              | biskup pomocniczy Harrisburga (USA)        | 24 lipca 1979        | 10 listopada 1983 |
| 4   | Fernando Antônio Figueiredo | biskup pomocniczy Teófilo Otoni (Brazylia) | 21 stycznia 1984     | 12 listopada 1984 |
| 5   | Józef Pazdur                | biskup pomocniczy wrocławski               | 18 grudnia 1984      | 7 maja 2015       |
| 6   | Maciej Małyga               | biskup pomocniczy wrocławski               | 10 marca 2022        |                   |